# Meunasah Hagu (Nurussalam)
Meunasah Hagu is een bestuurslaag in het regentschap Aceh Timur van de provincie Atjeh, Indonesië. Meunasah Hagu telt 237 inwoners (volkstelling 2010).